# Pitfall: Das Maya-Abenteuer
Pitfall: Das Maya-Abenteuer ist ein Side-Scroller, der von Activision in Zusammenarbeit mit Kroyer Films entwickelt und ursprünglich 1994 für Sega Genesis in Nordamerika und Europa veröffentlicht wurde. Es ist der vierte Teil nach dem ursprünglichen Pitfall!. Zunächst für Genesis veröffentlicht, wurde der Titel später auf andere Plattformen portiert, darunter 32X, Atari Jaguar, Game Boy Advance, PC, Sega-CD und Super-NES, wobei jede von verschiedenen Drittentwicklern entwickelt wurde und gegenüber der Originalversion Änderungen und Ergänzungen erfahren hat. Es wurde auch über digitale Distributoren wie Virtual Console erneut veröffentlicht.

## Handlung
Der Spieler übernimmt die Rolle von Pitfall Harry Junior, während er sich auf eine Reise durch den Maya-Dschungel Mittelamerikas begibt, um zu versuchen, Pitfall Harry, seinen Vater und Hauptprotagonisten früherer Einträge in der Serie, vor dem bösen Maya-Kriegergeist namens Zakelua zu retten.

## Spielprinzip
Die Level sind nicht streng linear aufgebaut. Der Spieler muss teils Schalter betätigen und zurücklaufen, um voranzuschreiten. Die 14 Level sind miteinander verbunden. Neben Springen können auch mit Lianen Abgründe überwunden werden. Teils müssen Endgegner besiegt werden, um ins nächste Level zu kommen. Als Waffen dienen Peitsche, Steinschleuder, Bumerang und magische Steine. Das Original von 1982 ist in Form eines fortwährenden Easter Eggs eingebettet.

## Entwicklung
Die Animationen wurden von dem Filmstudio um Bill Kroyer zunächst handgezeichnet und später digitalisiert. Musik und Geräusche wurde von Soundelux Media Labs beigesteuert.

## Rezeption
Das Spiel sei filmreif umgesetzt. Störend sei jedoch, dass bereits besiegte Gegner beim erneuten Betreten eines Abschnitts wieder lebendig sind. Zudem fehle ein Passwort- oder Speichersystem, um den Spielfortschritt festzuhalten.
Die Animationen seien fantastisch gelungen, die Levels abwechslungsreich. Sie seien frei von Sackgassen, jedoch nicht frei von Umwegen. Fehltritte werden dadurch abgestraft, dass vorherige Spielabschnitte nochmals abgelaufen werden müssen. Das Spiel sei nicht für die Bedienung mit Tastatur ausgelegt. Die liebevollen Details und die von Filmstudios beigesteuerten Soundeffekte verleihen dem Spiel einen besonderen Flair.
Die Portierung für den Jaguar sei ähnlich zu der des Super Nintendo und bleibe unterhalb der Möglichkeiten der Plattform.
Die Version für Game Boy stelle eine akkurate Portierung dar, ohne jedoch die Fehler der 16-Bit Version auszumerzen. Das Gameplay sei hervorragend, abwechslungsreich, witzig und auch recht knifflig.